# Турніри 1-ї категорії WTA 2006
Нижче наведено турніри 1-ї категорії в рамках Туру WTA 2006. 
| Тиждень         | Турнір                                                               | Переможець                          | Фіналіст               | Півфіналістки                           | Чвертьфіналістки                                                | Попередні переможці     |
| --------------- | -------------------------------------------------------------------- | ----------------------------------- | ---------------------- | --------------------------------------- | --------------------------------------------------------------- | ----------------------- |
| 30 січня 2006   | Toray Pan Pacific Open Tokyo 2006 Draws 2005 Draws                   | Олена Дементьєва 6–2, 6–0           | Мартіна Хінгіс         | Марія Шарапова Анастасія Мискіна        | Саманта Стосур Марія Кириленко Олена Лиховцева Ніколь Вайдішова | Марія Шарапова          |
| 30 січня 2006   | Toray Pan Pacific Open Tokyo 2006 Draws 2005 Draws                   | Реймонд С Стосур 6–2, 6–1           | Блек Stubbs            | Марія Шарапова Анастасія Мискіна        | Саманта Стосур Марія Кириленко Олена Лиховцева Ніколь Вайдішова | Husárová Лиховцева      |
| 6 березня 2006  | Pacific Life Open { Indian Wells, California 2006 Draws 2005 Draws   | Марія Шарапова 6–1, 6–2             | Олена Дементьєва       | Жустін Енен-Арденн Мартіна Хінгіс       | Хісела Дулко Ана Іванович Анна-Лена Гренефельд Дінара Сафіна    | Кім Клейстерс           |
| 6 березня 2006  | Pacific Life Open { Indian Wells, California 2006 Draws 2005 Draws   | Реймонд С Стосур 6–2, 7–5           | Руано Паскуаль Шонессі | Жустін Енен-Арденн Мартіна Хінгіс       | Хісела Дулко Ана Іванович Анна-Лена Гренефельд Дінара Сафіна    | Руано Паскуаль Суарес   |
| 20 березня 2006 | NASDAQ-100 Open Маямі, Флорида 2006 Draws 2005 Draws                 | Світлана Кузнецова 6–4, 6–3         | Марія Шарапова         | Амелі Моресмо Татьяна Головін           | Надія Петрова Ай Суґіяма Анастасія Мискіна Чжен Цзє             | Кім Клейстерс           |
| 20 березня 2006 | NASDAQ-100 Open Маямі, Флорида 2006 Draws 2005 Draws                 | Реймонд С Стосур 6–4, 7–5           | Huber Навратілова      | Амелі Моресмо Татьяна Головін           | Надія Петрова Ай Суґіяма Анастасія Мискіна Чжен Цзє             | Kuznetsova Molik        |
| 10 квітня 2006  | Family Circle Cup Чарлстон (Південна Кароліна) 2006 Draws 2005 Draws | Надія Петрова 6–3, 4–6, 6–1         | Патті Шнідер           | Жустін Енен-Арденн Анна-Лена Гренефельд | Дінара Сафіна Наталі Деші Світлана Кузнецова Каталіна Кастаньйо | Жустін Енен-Арденн      |
| 10 квітня 2006  | Family Circle Cup Чарлстон (Південна Кароліна) 2006 Draws 2005 Draws | Реймонд С Стосур 3–6, 6–1, 6–1      | Руано Паскуаль Шонессі | Жустін Енен-Арденн Анна-Лена Гренефельд | Дінара Сафіна Наталі Деші Світлана Кузнецова Каталіна Кастаньйо | Мартінес Руано Паскуаль |
| 8 травня 2006   | Qatar Telecom German Open Berlin, Німеччина                          | Надія Петрова 4–6, 6–4, 7–5         | Жустін Енен            | Амелі Моресмо Лі На                     | Мартіна Хінгіс Світлана Кузнецова Патті Шнідер Дінара Сафіна    | Жустін Енен-Арденн      |
| 8 травня 2006   | Qatar Telecom German Open Berlin, Німеччина                          | Yan Ц Чжен 6–2, 6–3                 | Dementieva Ф Пеннетта  | Амелі Моресмо Лі На                     | Мартіна Хінгіс Світлана Кузнецова Патті Шнідер Дінара Сафіна    | Лиховцева Zvonareva     |
| 15 травня 2006  | Telecom Italia Masters Rome 2006 Draws 2005 Draws                    | Мартіна Хінгіс 6–2, 7–5             | Дінара Сафіна          | Вінус Вільямс Світлана Кузнецова        | Флавія Пеннетта Єлена Янкович Роміна Опранді Олена Дементьєва   | Амелі Моресмо           |
| 15 травня 2006  | Telecom Italia Masters Rome 2006 Draws 2005 Draws                    | Д Гантухова / Суґіяма 3–6, 6–3, 6–1 | Schiavone Peschke      | Вінус Вільямс Світлана Кузнецова        | Флавія Пеннетта Єлена Янкович Роміна Опранді Олена Дементьєва   | Блек Huber              |
| 31 липня 2006   | Acura Classic Сан-Дієго, California 2006 Draws 2005 Draws            | Марія Шарапова 7–5, 7–5             | Кім Клейстерс          | Ніколь Вайдішова Патті Шнідер           | Мартіна Хінгіс Анна Чакветадзе Олена Дементьєва Марі П'єрс      | Марі П'єрс              |
| 31 липня 2006   | Acura Classic Сан-Дієго, California 2006 Draws 2005 Draws            | Блек Stubbs 6–2, 6–2                | Grönefeld Шонессі      | Ніколь Вайдішова Патті Шнідер           | Мартіна Хінгіс Анна Чакветадзе Олена Дементьєва Марі П'єрс      | Мартінес Руано Паскуаль |
| 14 серпня 2006  | Rogers Cup Монреаль, Канада 2006 Draws                               | Ана Іванович 6–2, 6–3               | Мартіна Хінгіс         | Дінара Сафіна Анна Чакветадзе           | Катарина Среботнік Ніколь Пратт Світлана Кузнецова Шахар Пеєр   | Кім Клейстерс           |
| 14 серпня 2006  | Rogers Cup Монреаль, Канада 2006 Draws                               | Навратілова Н Петрова 6–1, 6–2      | Блек Grönefeld         | Дінара Сафіна Анна Чакветадзе           | Катарина Среботнік Ніколь Пратт Світлана Кузнецова Шахар Пеєр   | N / A                   |